# Liste des anciennes communes du département des Vosges
Cette page a pour objectif de retracer toutes les modifications communales dans le département des Vosges : les anciennes communes qui ont existé depuis la Révolution française, ainsi que les créations, les modifications officielles de nom, ainsi que les échanges de territoires entre communes.
Le département comptait 532 communes en 1800 et encore 531 en 1960 (dans ses limites actuelles). Au cours de ce siècle et demi, on a pu assister à un petit nombre de regroupements compensé par un nombre quasi identique de créations (la dernière en date, Dinozé, ayant moins d'un siècle). Ce nombre plutôt important, dans un département touché par l'exode rural et la désindustrialisation, a vu apparaître des communes particulièrement dépeuplées (moins d'une vingtaine d'habitants parfois), à l'origine de fusions entamées dès les années 1960, avant même les lois incitatives. Ces fusions vont concerner soit l'espace rural (en absorbant des toutes petites communes comme Rémois, Graux, ou encore Roncourt), soit en milieu urbain avec le "grand" Épinal ou Neufchâteau. La Loi Marcellin de 1970 ou la loi NOTRe de 2010 ont donné un timide élan à ce mouvement de regroupements. Aujourd'hui (au 1er janvier 2025), le département dénombre 506 communes.
Proche de la frontière, le département aura été concerné par les affres des conflits mondiaux, en perdant le canton de Schirmeck (11 communes sur 12) et une partie de celui de Saales (7 communes sur 13), rattachés au département du Bas-Rhin, après le rattachement de l'Alsace à l'Allemagne en 1871.

## Transferts vers un autre département
À la suite de la défaite face à l'Allemagne en 1871, la France voit sa frontière redessinée : le département du Bas-Rhin est annexé en totalité et on y adjoint une partie des cantons de Saales et de Schirmeck, provenant du département des Vosges (18 communes). Après 1919, ces 18 communes resteront bas-rhinoises.
| Département d'origine | Département de rattachement | Canton d'origine concerné         | Communes concernées |
| --------------------- | --------------------------- | --------------------------------- | --- |
| VOSGES                | BAS-RHIN                    | Canton de Saales (7 communes)     | Bourg-Bruche, Colroy-la-Roche, Plaine, Ranrupt, Saâles, Saint-Blaise-la-Roche, et Saulxures                                |
| VOSGES                | BAS-RHIN                    | Canton de Schirmeck (11 communes) | Barembach, La Broque, Grandfontaine, Natzwiller, Neuwiller, Rothau, Russ, Schirmeck, Waldersbach, Wildersbach, et Wisches. |

## Fusions
| Nom de la nouvelle commune    | Communes réunies                                                      | Régime                                                                                       | Date (et nature) de la décision                     | Date d'effet                  |
| ----------------------------- | --------------------------------------------------------------------- | -------------------------------------------------------------------------------------------- | --------------------------------------------------- | ----------------------------- |
| Neufchâteau                   | Neufchâteau                                                           | commune nouvelle (avec 1 commune déléguée : Rollainville)                                    | 27 septembre 2024 (Arrêté)                          | 1er janvier 2025              |
| Neufchâteau                   | Rollainville                                                          | commune nouvelle (avec 1 commune déléguée : Rollainville)                                    | 27 septembre 2024 (Arrêté)                          | 1er janvier 2025              |
| La Vôge-les-Bains             | Bains-les-Bains                                                       | commune nouvelle (avec communes déléguées)                                                   | 5 décembre 2016 (Arrêté)                            | 1er janvier 2017              |
| La Vôge-les-Bains             | Harsault                                                              | commune nouvelle (avec communes déléguées)                                                   | 5 décembre 2016 (Arrêté)                            | 1er janvier 2017              |
| La Vôge-les-Bains             | Hautmougey                                                            | commune nouvelle (avec communes déléguées)                                                   | 5 décembre 2016 (Arrêté)                            | 1er janvier 2017              |
| Tollaincourt                  | Tollaincourt                                                          | commune nouvelle (SANS communes déléguées)                                                   | 19 septembre 2016 (Arrêté)                          | 1er janvier 2017              |
| Tollaincourt                  | Rocourt                                                               | commune nouvelle (SANS communes déléguées)                                                   | 19 septembre 2016 (Arrêté)                          | 1er janvier 2017              |
| Capavenir Vosges              | Thaon-les-Vosges                                                      | commune nouvelle (avec communes déléguées)                                                   | 24 décembre 2015 (Arrêté)                           | 1er janvier 2016              |
| Capavenir Vosges              | Girmont                                                               | commune nouvelle (avec communes déléguées)                                                   | 24 décembre 2015 (Arrêté)                           | 1er janvier 2016              |
| Capavenir Vosges              | Oncourt                                                               | commune nouvelle (avec communes déléguées)                                                   | 24 décembre 2015 (Arrêté)                           | 1er janvier 2016              |
| Provenchères-et-Colroy        | Provenchères-sur-Fave                                                 | commune nouvelle (avec communes déléguées)                                                   | 22 décembre 2015 (Arrêté)                           | 1er janvier 2016              |
| Provenchères-et-Colroy        | Colroy-la-Grande                                                      | commune nouvelle (avec communes déléguées)                                                   | 22 décembre 2015 (Arrêté)                           | 1er janvier 2016              |
| Granges-Aumontzey             | Granges-sur-Vologne                                                   | commune nouvelle (SANS communes déléguées depuis le 23-5-2020)                               | 28 septembre 2015 (Arrêté) 6 novembre 2015 (Arrêté) | 1er janvier 2016              |
| Granges-Aumontzey             | Aumontzey                                                             | commune nouvelle (SANS communes déléguées depuis le 23-5-2020)                               | 28 septembre 2015 (Arrêté) 6 novembre 2015 (Arrêté) | 1er janvier 2016              |
| Fontenoy-le-Château           | Fontenoy-le-Château                                                   | commune nouvelle (SANS communes déléguées depuis le 7-1-2013)                                | 26 décembre 2012 (Arrêté)                           | 1er janvier 2013              |
| Fontenoy-le-Château           | Le Magny                                                              | commune nouvelle (SANS communes déléguées depuis le 7-1-2013)                                | 26 décembre 2012 (Arrêté)                           | 1er janvier 2013              |
| Ban-sur-Meurthe-Clefcy        | Ban-sur-Meurthe                                                       | fusion simple                                                                                | 16 juin 1995 (Arrêté) 25 juillet 1995 (Arrêté)      | 1er juillet 1995              |
| Ban-sur-Meurthe-Clefcy        | Clefcy                                                                | fusion simple                                                                                | 16 juin 1995 (Arrêté) 25 juillet 1995 (Arrêté)      | 1er juillet 1995              |
| Hagnéville-et-Roncourt        | Hagnéville                                                            | fusion simple                                                                                | 26 décembre 1977 (Arrêté)                           | 1er janvier 1978              |
| Hagnéville-et-Roncourt        | Roncourt                                                              | fusion simple                                                                                | 26 décembre 1977 (Arrêté)                           | 1er janvier 1978              |
| La Neuveville-devant-Lépanges | La Neuveville-devant-Lépanges                                         | fusion association                                                                           | 21 décembre 1972 (Arrêté)                           | 1er janvier 1973              |
| La Neuveville-devant-Lépanges | Le Boulay                                                             | fusion association                                                                           | 21 décembre 1972 (Arrêté)                           | 1er janvier 1973              |
| La Neuveville-devant-Lépanges | Saint-Jean-du-Marché                                                  | fusion association                                                                           | 21 décembre 1972 (Arrêté)                           | 1er janvier 1973              |
| Domjulien                     | Domjulien                                                             | fusion simple                                                                                | 13 décembre 1972 (Arrêté)                           | 1er janvier 1973              |
| Domjulien                     | Girovillers-sous-Montfort                                             | fusion simple                                                                                | 13 décembre 1972 (Arrêté)                           | 1er janvier 1973              |
| Plombières-les-Bains          | Plombières-les-Bains                                                  | fusion association (dissoute en 1978, pour Bellefontaine) (fusion simple depuis le 1-6-1991) | 13 décembre 1972 (Arrêté)                           | 1er janvier 1973              |
| Plombières-les-Bains          | Bellefontaine (commune rétablie en 1978)                              | fusion association (dissoute en 1978, pour Bellefontaine) (fusion simple depuis le 1-6-1991) | 13 décembre 1972 (Arrêté)                           | 1er janvier 1973              |
| Plombières-les-Bains          | Granges-de-Plombières                                                 | fusion association (dissoute en 1978, pour Bellefontaine) (fusion simple depuis le 1-6-1991) | 13 décembre 1972 (Arrêté)                           | 1er janvier 1973              |
| Plombières-les-Bains          | Ruaux                                                                 | fusion association (dissoute en 1978, pour Bellefontaine) (fusion simple depuis le 1-6-1991) | 13 décembre 1972 (Arrêté)                           | 1er janvier 1973              |
| Moncel-sur-Vair               | Moncel-et-Happoncourt                                                 | fusion                                                                                       | 27 février 1965 (Arrêté)                            | 12 mars 1965                  |
| Moncel-sur-Vair               | Gouécourt                                                             | fusion                                                                                       | 27 février 1965 (Arrêté)                            | 12 mars 1965                  |
| Contrexéville                 | Contrexéville                                                         | fusion                                                                                       | 22 décembre 1964 (Arrêté)                           | 1er janvier 1965              |
| Contrexéville                 | Outrancourt                                                           | fusion                                                                                       | 22 décembre 1964 (Arrêté)                           | 1er janvier 1965              |
| Neufchâteau                   | Neufchâteau                                                           | fusion                                                                                       | 6 novembre 1964 (Arrêté)                            | 1er janvier 1965              |
| Neufchâteau                   | Noncourt                                                              | fusion                                                                                       | 6 novembre 1964 (Arrêté)                            | 1er janvier 1965              |
| Neufchâteau                   | Rouceux                                                               | fusion                                                                                       | 6 novembre 1964 (Arrêté)                            | 1er janvier 1965              |
| Soulosse-sous-Saint-Élophe    | Soulosse                                                              | fusion                                                                                       | 25 juin 1964 (Arrêté)                               | 1er juillet 1964              |
| Soulosse-sous-Saint-Élophe    | Saint-Élophe                                                          | fusion                                                                                       | 25 juin 1964 (Arrêté)                               | 1er juillet 1964              |
| Soulosse-sous-Saint-Élophe    | Brancourt                                                             | fusion                                                                                       | 25 juin 1964 (Arrêté)                               | 1er juillet 1964              |
| Soulosse-sous-Saint-Élophe    | Fruze                                                                 | fusion                                                                                       | 25 juin 1964 (Arrêté)                               | 1er juillet 1964              |
| Épinal                        | Épinal                                                                | fusion                                                                                       | 22 avril 1964 (Arrêté)                              | 1er juillet 1964              |
| Épinal                        | Saint-Laurent                                                         | fusion                                                                                       | 22 avril 1964 (Arrêté)                              | 1er juillet 1964              |
| Longchamp-sous-Châtenois      | Longchamp-sous-Châtenois                                              | fusion                                                                                       | 15 octobre 1962 (Arrêté)                            | 1er janvier 1963              |
| Longchamp-sous-Châtenois      | Rémois                                                                | fusion                                                                                       | 15 octobre 1962 (Arrêté)                            | 1er janvier 1963              |
| Raon-l'Étape                  | Raon-l'Étape                                                          | fusion                                                                                       | 28 novembre 1946 (Arrêté),                          | 12 avril 1947                 |
| Raon-l'Étape                  | La Neuveville-lès-Raon                                                | fusion                                                                                       | 28 novembre 1946 (Arrêté),                          | 12 avril 1947                 |
| Rollainville                  | Rollainville                                                          | fusion                                                                                       | 21 juillet 1905 (Décret)                            | 21 juillet 1905 (Décret)      |
| Rollainville                  | L'Étanche                                                             | fusion                                                                                       | 21 juillet 1905 (Décret)                            | 21 juillet 1905 (Décret)      |
| Tranqueville-Graux            | Tranqueville                                                          | fusion                                                                                       | 11 juillet 1882 (Loi)                               | 11 juillet 1882 (Loi)         |
| Tranqueville-Graux            | Graux                                                                 | fusion                                                                                       | 11 juillet 1882 (Loi)                               | 11 juillet 1882 (Loi)         |
| Bertrimoutier                 | Bertrimoutier                                                         | fusion                                                                                       | 21 juillet 1848 (Arrêté)                            | 21 juillet 1848 (Arrêté)      |
| Bertrimoutier                 | Bonipaire-et-Layegoutte (une partie)                                  | fusion                                                                                       | 21 juillet 1848 (Arrêté)                            | 21 juillet 1848 (Arrêté)      |
| Hadigny-les-Verrières         | Hadigny                                                               | fusion                                                                                       | 22 juillet 1843 (Loi)                               | 22 juillet 1843 (Loi)         |
| Hadigny-les-Verrières         | Les Verrières-d'Onzaines                                              | fusion                                                                                       | 22 juillet 1843 (Loi)                               | 22 juillet 1843 (Loi)         |
| Gruey-lès-Surance             | Gruey                                                                 | fusion                                                                                       | 4 juin 1842 (Loi)                                   | 4 juin 1842 (Loi)             |
| Gruey-lès-Surance             | Surance                                                               | fusion                                                                                       | 4 juin 1842 (Loi)                                   | 4 juin 1842 (Loi)             |
| Uzemain                       | Uzemain-la-Rue                                                        | fusion                                                                                       | 20 mai 1839 (Ordonnance)                            | 20 mai 1839 (Ordonnance)      |
| Uzemain                       | Uzemain-les-Forges                                                    | fusion                                                                                       | 20 mai 1839 (Ordonnance)                            | 20 mai 1839 (Ordonnance)      |
| Dompaire                      | Dompaire                                                              | fusion                                                                                       | 6 mai 1836 (Ordonnance)                             | 6 mai 1836 (Ordonnance)       |
| Dompaire                      | Laviéville-et-Naglaincourt                                            | fusion                                                                                       | 6 mai 1836 (Ordonnance)                             | 6 mai 1836 (Ordonnance)       |
| Cornimont                     | Cornimont                                                             | fusion                                                                                       | 18 mai 1833 (Ordonnance)                            | 18 mai 1833 (Ordonnance)      |
| Cornimont                     | Travexin                                                              | fusion                                                                                       | 18 mai 1833 (Ordonnance)                            | 18 mai 1833 (Ordonnance)      |
| Saint-Ouen-lès-Parey          | Saint-Ouen                                                            | fusion                                                                                       | 5 mars 1833 (Ordonnance)                            | 5 mars 1833 (Ordonnance)      |
| Saint-Ouen-lès-Parey          | Parey-Saint-Ouen                                                      | fusion                                                                                       | 5 mars 1833 (Ordonnance)                            | 5 mars 1833 (Ordonnance)      |
| Le Val-d'Ajol                 | Le Val-d'Ajol                                                         | fusion                                                                                       | 27 novembre 1832 (Ordonnance)                       | 27 novembre 1832 (Ordonnance) |
| Le Val-d'Ajol                 | Hérival (commune rétablie en 1869, sous le nom de Girmont-Val-d'Ajol) | fusion                                                                                       | 27 novembre 1832 (Ordonnance)                       | 27 novembre 1832 (Ordonnance) |
| Mortagne                      | Mortagne                                                              | fusion                                                                                       | 24 juin 1831 (Ordonnance),                          | 24 juin 1831 (Ordonnance),    |
| Mortagne                      | Les Rouges-Eaux (commune rétablie en 1836)                            | fusion                                                                                       | 24 juin 1831 (Ordonnance),                          | 24 juin 1831 (Ordonnance),    |
| Rehaincourt                   | Rehaincourt                                                           | fusion                                                                                       | 29 mai 1816 (Ordonnance)                            | 29 mai 1816 (Ordonnance)      |
| Rehaincourt                   | Passoncourt                                                           | fusion                                                                                       | 29 mai 1816 (Ordonnance)                            | 29 mai 1816 (Ordonnance)      |
| Damas-et-Bettegney            | Damas-devant-Dompaire                                                 | fusion                                                                                       | 1795-1800                                           | 1795-1800                     |
| Damas-et-Bettegney            | Bettegney-devant-Dompaire                                             | fusion                                                                                       | 1795-1800                                           | 1795-1800                     |
| La Neuveville-devant-Lépanges | La Neuveville-devant-Lépanges                                         | fusion                                                                                       | 1795-1800                                           | 1795-1800                     |
| La Neuveville-devant-Lépanges | Grémoménil                                                            | fusion                                                                                       | 1795-1800                                           | 1795-1800                     |
| Le Tholy                      | Ban-Saint-Joseph                                                      | fusion                                                                                       | 1795-1800                                           | 1795-1800                     |
| Le Tholy                      | Arrentès-Saint-Joseph                                                 | fusion                                                                                       | 1795-1800                                           | 1795-1800                     |
| Velotte-et-Tatignécourt       | Velotte                                                               | fusion                                                                                       | 1795-1800                                           | 1795-1800                     |
| Velotte-et-Tatignécourt       | Tatignécourt                                                          | fusion                                                                                       | 1795-1800                                           | 1795-1800                     |
| Bazoilles-et-Ménil            | Bazoilles                                                             | fusion                                                                                       | 1790-1794                                           | 1790-1794                     |
| Bazoilles-et-Ménil            | Ménil-lès-Bazoilles                                                   | fusion                                                                                       | 1790-1794                                           | 1790-1794                     |
| Bonipaire-et-Layegoutte       | Bonipaire                                                             | fusion                                                                                       | 1790-1794                                           | 1790-1794                     |
| Bonipaire-et-Layegoutte       | Layegoutte                                                            | fusion                                                                                       | 1790-1794                                           | 1790-1794                     |
| Évaux-et-Ménil                | Évaux                                                                 | fusion                                                                                       | 1790-1794                                           | 1790-1794                     |
| Évaux-et-Ménil                | Ménil-Évaux                                                           | fusion                                                                                       | 1790-1794                                           | 1790-1794                     |
| Gelvécourt                    | Gelvécourt                                                            | fusion                                                                                       | 1790-1794                                           | 1790-1794                     |
| Gelvécourt                    | Adompt                                                                | fusion                                                                                       | 1790-1794                                           | 1790-1794                     |
| Gircourt-lès-Viéville         | Gircourt                                                              | fusion                                                                                       | 1790-1794                                           | 1790-1794                     |
| Gircourt-lès-Viéville         | Viéville                                                              | fusion                                                                                       | 1790-1794                                           | 1790-1794                     |
| Gircourt-lès-Viéville         | Le Mesnil                                                             | fusion                                                                                       | 1790-1794                                           | 1790-1794                     |
| Hergugney                     | Hergugney                                                             | fusion                                                                                       | 1790-1794                                           | 1790-1794                     |
| Hergugney                     | Tautimont                                                             | fusion                                                                                       | 1790-1794                                           | 1790-1794                     |
| Laviéville-et-Naglaincourt    | Laviéville                                                            | fusion                                                                                       | 1790-1794                                           | 1790-1794                     |
| Laviéville-et-Naglaincourt    | Naglaincourt                                                          | fusion                                                                                       | 1790-1794                                           | 1790-1794                     |
| Laviéville-et-Naglaincourt    | Craincourt                                                            | fusion                                                                                       | 1790-1794                                           | 1790-1794                     |
| Légéville-et-Bonfays          | Légéville                                                             | fusion                                                                                       | 1790-1794                                           | 1790-1794                     |
| Légéville-et-Bonfays          | Bonfays                                                               | fusion                                                                                       | 1790-1794                                           | 1790-1794                     |
| Madonne-et-Lamerey            | Madonne                                                               | fusion                                                                                       | 1790-1794                                           | 1790-1794                     |
| Madonne-et-Lamerey            | Lamerey                                                               | fusion                                                                                       | 1790-1794                                           | 1790-1794                     |
| Moncel-et-Happoncourt         | Moncel                                                                | fusion                                                                                       | 1790-1794                                           | 1790-1794                     |
| Moncel-et-Happoncourt         | Happoncourt                                                           | fusion                                                                                       | 1790-1794                                           | 1790-1794                     |
| Pair-et-Grandrupt             | Pair                                                                  | fusion                                                                                       | 1790-1794                                           | 1790-1794                     |
| Pair-et-Grandrupt             | Grandrupt                                                             | fusion                                                                                       | 1790-1794                                           | 1790-1794                     |
| Portieux                      | Portieux                                                              | fusion                                                                                       | 1790-1794                                           | 1790-1794                     |
| Portieux                      | Belval                                                                | fusion                                                                                       | 1790-1794                                           | 1790-1794                     |
| Portieux                      | La Verrerie-de-Magnieuville                                           | fusion                                                                                       | 1790-1794                                           | 1790-1794                     |
| Racécourt                     | Racécourt                                                             | fusion                                                                                       | 1790-1794                                           | 1790-1794                     |
| Racécourt                     | Blaye                                                                 | fusion                                                                                       | 1790-1794                                           | 1790-1794                     |
| Rozerotte                     | Rozerotte                                                             | fusion                                                                                       | 1790-1794                                           | 1790-1794                     |
| Rozerotte                     | Bausval                                                               | fusion                                                                                       | 1790-1794                                           | 1790-1794                     |
| Ubexy                         | Ubexy                                                                 | fusion                                                                                       | 1790-1794                                           | 1790-1794                     |
| Ubexy                         | Dommartin                                                             | fusion                                                                                       | 1790-1794                                           | 1790-1794                     |
| La Vacheresse-et-la-Rouillie  | La Vacheresse                                                         | fusion                                                                                       | 1790-1794                                           | 1790-1794                     |
| La Vacheresse-et-la-Rouillie  | La Rouillie                                                           | fusion                                                                                       | 1790-1794                                           | 1790-1794                     |
| Ville-sur-Illon               | Ville-sur-Illon                                                       | fusion                                                                                       | 1790-1794                                           | 1790-1794                     |
| Ville-sur-Illon               | Dommartin-sur-Illon ou Dommartin-lès-Ville                            | fusion                                                                                       | 1790-1794                                           | 1790-1794                     |
| Villers                       | Villers                                                               | fusion                                                                                       | 1790-1794                                           | 1790-1794                     |
| Villers                       | Rabiémont                                                             | fusion                                                                                       | 1790-1794                                           | 1790-1794                     |
| Vittel                        | Vittel                                                                | fusion                                                                                       | 1790-1794                                           | 1790-1794                     |
| Vittel                        | La Malmaison                                                          | fusion                                                                                       | 1790-1794                                           | 1790-1794                     |

## Créations et rétablissements
| Nom de la commune créée | Commune affectée                            | Mode de création            | Date (et nature) de la décision | Date d'effet                  |
| ----------------------- | ------------------------------------------- | --------------------------- | ------------------------------- | ----------------------------- |
| Bellefontaine           | Plombières-les-Bains                        | Rétablissement              | 28 décembre 1977 (Arrêté)       | 1er janvier 1978              |
| Dinozé                  | Saint-Laurent                               | Démembrement                | 13 mars 1932 (Loi)              | 13 mars 1932 (Loi)            |
| Xonrupt                 | Gérardmer                                   | Démembrement                | 22 octobre 1919 (Loi)           | 22 octobre 1919 (Loi)         |
| Chantraine              | Les Forges                                  | Démembrement                | 5 avril 1892 (Loi)              | 5 avril 1892 (Loi)            |
| Girmont-Val-d'Ajol      | Le Val-d'Ajol                               | Rétablissement              | 16 décembre 1869 (Arrêté)       | 16 décembre 1869 (Arrêté)     |
| Le Thillot              | Ramonchamp                                  | Démembrement                | 30 juin 1860 (Décret)           | 30 juin 1860 (Décret)         |
| Vecoux                  | Dommartin-lès-Remiremont                    | Démembrement                | 10 février 1858 (Décret)        | 10 février 1858 (Décret)      |
| Combrimont              | Bonipaire-et-Layegoutte (commune démembrée) | Démembrement et suppression | 21 juillet 1848 (Arrêté)        | 21 juillet 1848 (Arrêté)      |
| Les Rouges-Eaux         | Mortagne                                    | Rétablissement              | 14 juillet 1836 (Ordonnance)    | 14 juillet 1836 (Ordonnance)  |
| Liézey                  | Gérardmer                                   | Démembrement                | 16 mai 1836 (Ordonnance)        | 16 mai 1836 (Ordonnance)      |
| Liézey                  | Granges                                     | Démembrement                | 16 mai 1836 (Ordonnance)        | 16 mai 1836 (Ordonnance)      |
| Liézey                  | Champdray                                   | Démembrement                | 16 mai 1836 (Ordonnance)        | 16 mai 1836 (Ordonnance)      |
| Thiéfosse               | Vagney                                      | Démembrement                | 12 juin 1835 (Ordonnance)       | 12 juin 1835 (Ordonnance)     |
| Ferdrupt                | Rupt                                        | Démembrement                | 19 décembre 1831 (Ordonnance)   | 19 décembre 1831 (Ordonnance) |
| Le Roulier              | Charmois-devant-Bruyères                    | Démembrement                | 15 avril 1829 (Ordonnance)      | 15 avril 1829 (Ordonnance)    |

## Modifications de nom officiel
| Ancien nom                    | Nouveau nom                   | Date (et nature) de la décision |
| ----------------------------- | ----------------------------- | ------------------------------- |
| Capavenir Vosges              | Thaon-les-Vosges              | 30 décembre 2021 (Décret)       |
| Saint-Dié                     | Saint-Dié-des-Vosges          | 21 décembre 1999 (Décret)       |
| Lépanges                      | Lépanges-sur-Vologne          | 9 février 1968 (Décret)         |
| Ménil                         | Ménil-de-Senones              | 19 août 1961 (Décret)           |
| La Chapelle                   | La Chapelle-devant-Bruyères   | 25 juillet 1961 (Décret)        |
| Vomécourt                     | Vomécourt-sur-Madon           | 25 juillet 1961 (Décret)        |
| Belmont                       | Belmont-lès-Darney            | 19 juin 1961 (Décret)           |
| Châtel                        | Châtel-sur-Moselle            | 19 juin 1961 (Décret)           |
| Circourt                      | Circourt-sur-Mouzon           | 19 juin 1961 (Décret)           |
| Gelvécourt                    | Gelvécourt-et-Adompt          | 19 juin 1961 (Décret)           |
| Rozières                      | Rozières-sur-Mouzon           | 19 juin 1961 (Décret)           |
| Xonrupt                       | Xonrupt-Longemer              | 27 décembre 1938 (Décret)       |
| Laval                         | Laval-sur-Vologne             | 11 avril 1937 (Décret)          |
| Saint-Étienne                 | Saint-Étienne-lès-Remiremont  | 11 avril 1937 (Décret)          |
| Marainville                   | Marainville-sur-Madon         | 15 novembre 1932 (Décret),      |
| Saint-Benoît                  | Saint-Benoît-la-Chipotte      | 3 mai 1925 (Décret)             |
| Étival                        | Étival-Clairefontaine         | 22 novembre 1923 (Décret)       |
| Granges                       | Granges-sur-Vologne           | 24 juillet 1917 (Décret)        |
| Bazoilles                     | Bazoilles-sur-Meuse           | 14 octobre 1915 (Décret)        |
| La Neuveville-devant-Bruyères | La Neuveville-devant-Lépanges | 30 octobre 1907 (Décret)        |
| Ménil-Rambervillers           | Ménil-sur-Belvitte            | 25 novembre 1904 (Décret)       |
| Rupt                          | Rupt-sur-Moselle              | 5 février 1904 (Décret)         |
| Gironcourt                    | Gironcourt-sur-Vraine         | 20 novembre 1903 (Décret)       |
| Laveline                      | Ban-de-Laveline               | 15 août 1903 (Décret)           |
| Fresse                        | Fresse-sur-Moselle            | 19 février 1902 (Décret)        |
| Bains                         | Bains-les-Bains               | 9 septembre 1892 (Décret)       |
| Plombières                    | Plombières-les-Bains          | 28 juillet 1891 (Décret)        |
| Thaon                         | Thaon-les-Vosges              | 25 janvier 1890 (Décret)        |
| Pierrepont                    | Pierrepont-sur-l'Arentèle     | 4 décembre 1882 (Décret)        |
| Martigny-lez-Lamarche         | Martigny-les-Bains            | 13 novembre 1882 (Décret)       |
| Provenchères                  | Provenchères-sur-Fave         | 26 décembre 1881 (Décret)       |
| Saint-Michel                  | Saint-Michel-sur-Meurthe      | 23 novembre 1880 (Décret)       |
| Le Syndicat-de-Saint-Amé      | Le Syndicat                   | 10 décembre 1868 (Décret)       |
| Belmont                       | Belmont-sur-Buttant           | 22 mai 1867 (Décret)            |
| Grandrupt                     | Grandrupt-de-Bains            | 22 mai 1867 (Décret)            |
| Longchamp                     | Longchamp-sous-Châtenois      | 22 mai 1867 (Décret)            |
| Ménil                         | Ménil-Rambervillers           | 22 mai 1867 (Décret)            |
| Provenchères                  | Provenchères-lès-Darney       | 22 mai 1867 (Décret)            |
| Saint-Maurice                 | Saint-Maurice-sur-Mortagne    | 22 mai 1867 (Décret)            |
| Saint-Maurice                 | Saint-Maurice-sur-Moselle     | 22 mai 1867 (Décret)            |
| Saulxures                     | Saulxures-sur-Moselotte       | 22 mai 1867 (Décret)            |

## Modifications de limites communales
Le plus souvent, les modifications des limites communales décidées par arrêtés préfectoraux ne sont pas répertoriées dans le Journal officiel ni dans le Bulletin officiel.
| La commune de ...                              | cède du territoire à la commune de...          | précisions                                                                    | Date (et nature) de la décision |
| ---------------------------------------------- | ---------------------------------------------- | ----------------------------------------------------------------------------- | ------------------------------- |
| Robécourt                                      | Vrécourt                                       | Superficie de 1 ha 47 a 25 ca                                                 | 21 novembre 2007 (Décret)       |
| Vrécourt                                       | Robécourt                                      | Superficie de 1 ha 47 a 25 ca                                                 | 21 novembre 2007 (Décret)       |
| La Chapelle-aux-Bois                           | Harsault                                       | Hameau de la Forge de Thunimont 63 habitants                                  | 24 juin 1983 (Décret)           |
| Les Voivres                                    | Harsault                                       | Hameau de la Forge de Thunimont 6 habitants                                   | 24 juin 1983 (Décret)           |
| Vagney                                         | Le Tholy                                       | Section de Bouvacôte 196 habitants Superficie de 770 ha 43 a 42 ca            | 24 octobre 1977 (Décret),       |
| Chaumont-la-Ville (département de Haute-Marne) | Robécourt                                      | Superficie de 58 ha 38 a                                                      | 8 octobre 1974 (Décret)         |
| Robécourt                                      | Chaumont-la-Ville (département de Haute-Marne) | Superficie de 58 ha 38 a 87 ca                                                | 8 octobre 1974 (Décret)         |
| Chaumont-la-Ville (département de Haute-Marne) | Vrécourt                                       | Superficie de 8 ha 3 a                                                        | 8 octobre 1974 (Décret)         |
| Vrécourt                                       | Chaumont-la-Ville (département de Haute-Marne) | Superficie de 8 ha 3 a 32 ca                                                  | 8 octobre 1974 (Décret)         |
| Saint-Étienne-lès-Remiremont                   | Saint-Amé                                      | 4 habitants                                                                   | 21 septembre 1961 (Arrêté)      |
| Saint-Étienne-lès-Remiremont                   | Remiremont                                     | Lieuxdits le Champ Pestiféré et le Champ Renard Superficie de 1 ha 99 a 74 ca | 22 mai 1959 (Arrêté)            |
| Clérey-la-Côte                                 | Ruppes                                         | Lieudit Jevainchien Superficie de 3 ha 89 a 94 ca                             | 3 juin 1952 (Arrêté)            |
| Moriville                                      | Portieux                                       | Superficie de 3 ha 99 a 2 ca                                                  | 9 juillet 1896 (Loi)            |
| Damas-aux-Bois                                 | Portieux                                       |                                                                               | 23 juillet 1875 (Loi)           |
| Arches                                         | Saint-Laurent                                  | Section de Dinozé                                                             | 5 décembre 1873 (Décret)        |
| Girmont Thaon                                  | Thaon Girmont                                  |                                                                               | 19 juillet 1873 (Décret)        |
| Essegney                                       | Charmes                                        |                                                                               | 13 décembre 1862 (Décret)       |
| Martinvelle                                    | Passavant (département de Haute-Saône)         |                                                                               | 2 juillet 1862 (Loi)            |
| Saint-Étienne                                  | Remiremont                                     |                                                                               | 18 juillet 1860 (Loi)           |
| Saint-Nabord                                   | Remiremont                                     |                                                                               | 18 juillet 1860 (Loi)           |
| Combrimont                                     | Bertrimoutier                                  | [ Note 5 ]                                                                    | 22 mars 1851 (Loi)              |
| Bazoilles                                      | Rozerotte                                      | Section du Ménil                                                              | 24 juillet 1839 (Loi)           |

## Communes associées
Liste des communes ayant, ou ayant eu (en italique), à la suite d'une fusion, le statut de commune associée.
| Nom de la commune     | Code INSEE | Fusion-association                     | Fusion-association | Fusion-association            | D - Défusion ou F - transformation de l'association en fusion simple | D - Défusion ou F - transformation de l'association en fusion simple | D - Défusion ou F - transformation de l'association en fusion simple |
| Nom de la commune     | Code INSEE | date de la décision                    | date d'effet       | commune absorbante            | D/F                                                                  | date de la décision                                                  | date d'effet                                                         |
| --------------------- | ---------- | -------------------------------------- | ------------------ | ----------------------------- | -------------------------------------------------------------------- | -------------------------------------------------------------------- | -------------------------------------------------------------------- |
| Le Boulay             | 88067      | Arrêté préfectoral du 21 décembre 1972 | 1er janvier 1973   | La Neuveville-devant-Lépanges |                                                                      |                                                                      |                                                                      |
| Saint-Jean-du-Marché  | 88420      | Arrêté préfectoral du 21 décembre 1972 | 1er janvier 1973   | La Neuveville-devant-Lépanges |                                                                      |                                                                      |                                                                      |
| Bellefontaine         | 88048      | Arrêté préfectoral du 13 décembre 1972 | 1er janvier 1973   | Plombières-les-Bains          | D                                                                    | Arrêté préfectoral du 28 décembre 1977                               | 1er janvier 1978                                                     |
| Granges-de-Plombières | 88217      | Arrêté préfectoral du 13 décembre 1972 | 1er janvier 1973   | Plombières-les-Bains          | F                                                                    | Arrêté préfectoral du 2 mai 1991                                     | 1er juin 1991                                                        |
| Ruaux                 | 88405      | Arrêté préfectoral du 13 décembre 1972 | 1er janvier 1973   | Plombières-les-Bains          | F                                                                    | Arrêté préfectoral du 2 mai 1991                                     | 1er juin 1991                                                        |